# Estroma (histologia)

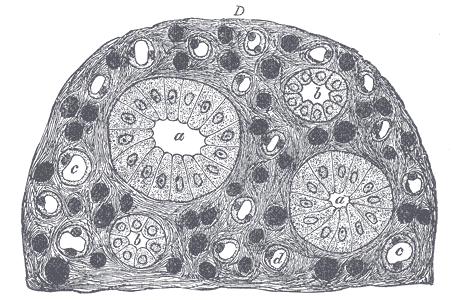
Dibuix esquemàtic d'una observació d'una preparació microscòpica d'un ronyó de porc. El parènquima ben diferenciable forma uns tubs. Envoltant aquestes cèl·lules parenquimàtiques hi ha l'estroma d'una observació més difusa

En histologia l'estroma (del grec στρῶμα, que significa "capa, llit, llençol") és una xarxa de teixit connectiu que dona suport a les cèl·lules d'un teixit o òrgan. L'estroma en el teixit animal s'oposa, en certa forma, al parènquima. Les cèl·lules estromals són cèl·lules de teixit connectiu de qualsevol òrgan, per exemple en la mucosa uterina (endometri), pròstata, medul·la òssia, i l'ovari. Són cèl·lules que donen suport a la funció de les cèl·lules parenquimàtiques d'aquest òrgan. Els fibroblasts, les cèl·lules immunes, els perícits i les cèl·lules inflamatòries són els tipus més comuns de les cèl·lules de l'estroma. Així mateix l'estroma conté els capil·lars.

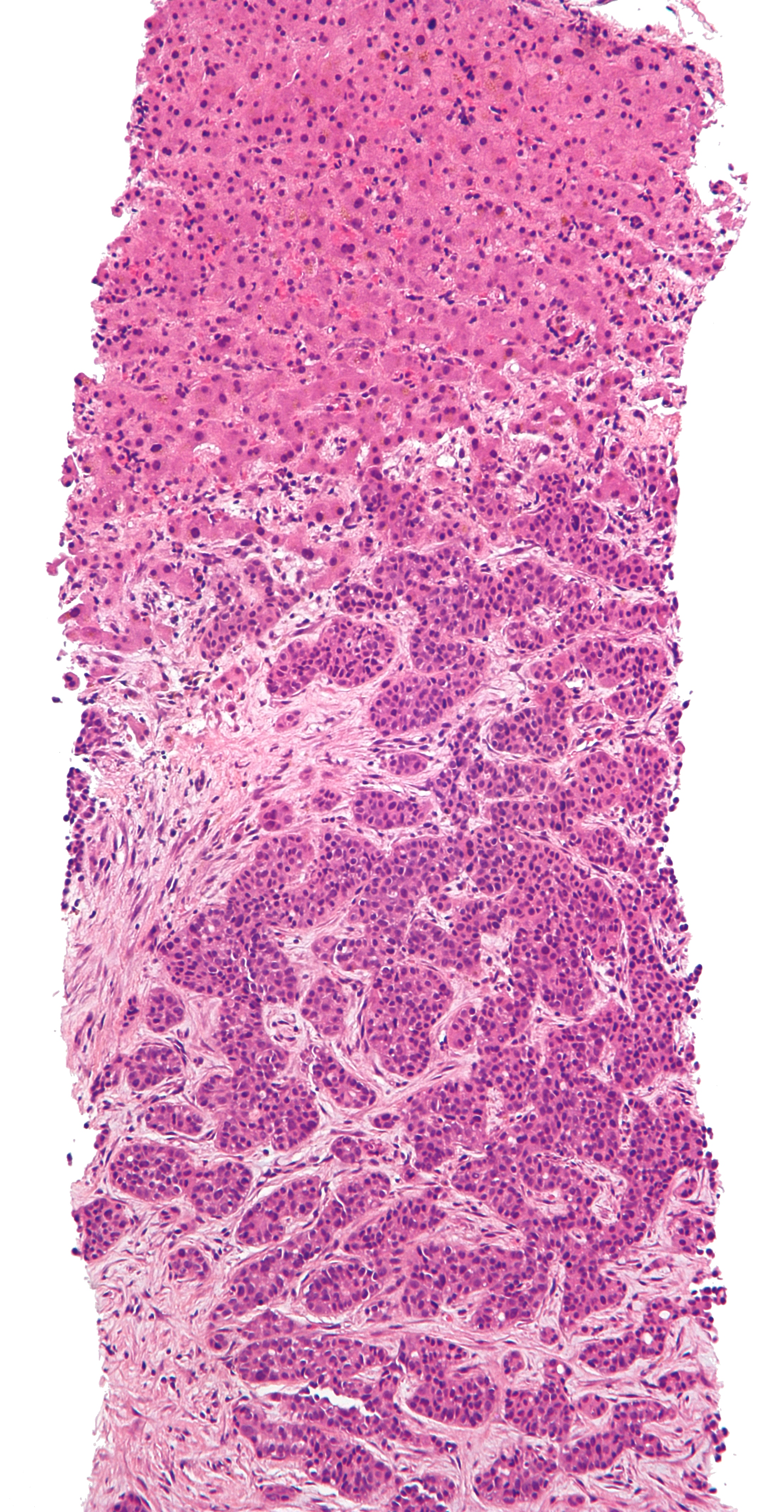
Micrografia d'una mostra de teixit d'un fetge. Els dos terços inferiors estan afectats per cèl·lules tumorals (amb els nuclis ben marcats) rodejades per l'estroma (cèl·lules fibroses i clares). En la part superior les cèl·lules estan més ben organitzades (hepatòcits) en parènquima

La interacció entre les cèl·lules de l'estroma i les cèl·lules tumorals se sap que té un paper important en la proliferació i progressió del càncer.
Les cèl·lules estromals (en la capa de la dermis) adjacents a l'epidermis (la capa superior de la pell) alliberen factors de creixement que promouen la divisió cel·lular. Això manté l'epidermis regenerar a partir de la part inferior mentre que la capa superior de les cèl·lules en l'epidermis són constantment "despreses" fora del cos. Certs tipus de càncers de pell (carcinomes de cèl·lules basals) no poden propagar per tot el cos pel fet que les cèl·lules canceroses requereixen ser prop de les cèl·lules de l'estroma de continuar la seva divisió. La pèrdua d'aquests factors de creixement de l'estroma quan el càncer es mou per tot el cos impedeix el càncer d'envair altres òrgans.